# Carmeuse
Înființată în 1860, Carmeuse este un producător global de var, calcar și produse pe bază de minerale utilizate într-o varietate de aplicații industriale, de construcții și de îmbunătățire a solului, și aduce beneficii mediului înconjurător prin asigurarea unui aer mai curat și a unei ape mai sigure. Carmeuse și filialele sale oferă, de asemenea, echipamente și servicii pentru a optimiza procesele clienților noștri, pentru a îmbunătăți siguranța și pentru a asigura o aprovizionare fiabilă. Cu sediul central situat în Louvain-la-Neuve (Belgia), Grupul Carmeuse are aproximativ 5.300 de angajați și deservește anual peste 13.000 de clienți printr-o rețea globală de 90 de fabrici și 60 de cariere de calcar. Cifra de afaceri în 2022 a fost de 1,8 miliarde de euro.

## Carmeuse în România
Compania a intrat în România în anul 2000, achiziționând patru fabrici pentru suma de circa 27 milioane euro la Câmpulung Muscel, Deva, Fieni și Brașov, ultima fiind închisă în 2007 pentru că avea o tehnologie foarte veche.
Ulterior, Carmeuse a alocat alte 27 de milioane de euro pentru modernizarea celor trei fabrici, care aveau o tehnologie din anii '70.

## Istoric
Compania a fost fondată în 1860 în orașul Liège. De-a lungul anilor, compania s-a extins în Europa de Vest în Italia, Franța și Țările de Jos, în Europa Centrală și Europa de Est în Slovacia, Republica Cehă, Ungaria, România, Bosnia și Turcia și în America de Nord în Statele Unite și Canada, precum și în Africa și Asia. 